# Блюдце

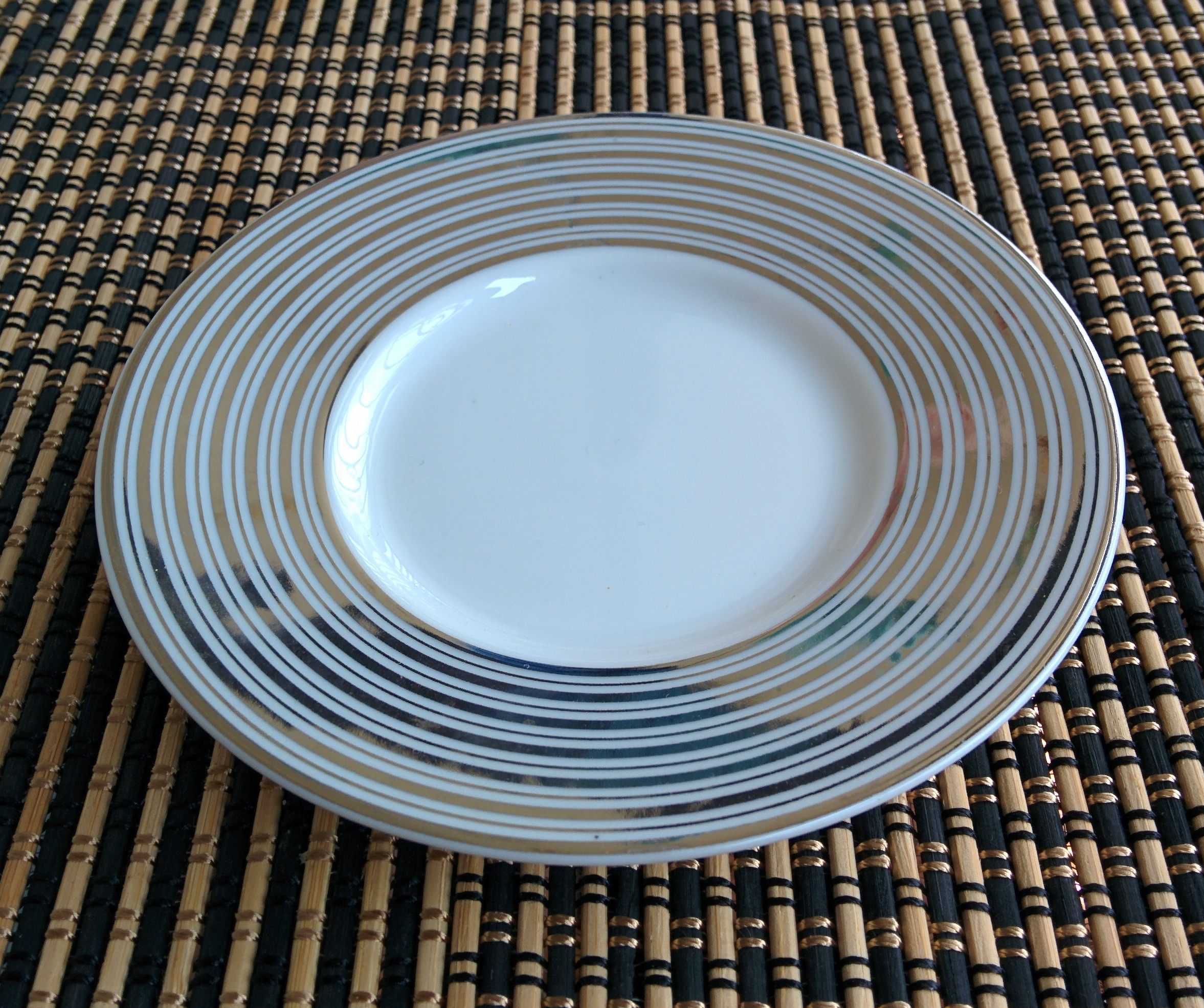
Блюдце

Блю́дце — небольшое столовое блюдо, тарелочка с приподнятыми краями, на которую ставят чашку, стакан и другое.
Блюдце используют для того, чтобы пролитая из чашки жидкость никуда не проливалась, а оставалась на нём. Также из блюдец иногда пьют горячие напитки, в основном чай, быстрее остывающий за счет увеличения площади испарения. Кроме того, блюдца могут быть использованы для подачи к столу пирожных или порционных кусков торта/пирога, то есть как разновидность десертной тарелки.
Фарфоровое чайное блюдце было заимствовано Европой из Японии, его роль постепенно менялась: первоначально оно использовалось не только как подставка, но и для питья с целью более быстрого охлаждения или для смешивания со спиртным; с 1820-х годов питьё из блюдца стало считаться неизящным и блюдце обрело роль платформы для чашки, в это время на нём появилось углубление для центрирования дна чашки.

## Галерея

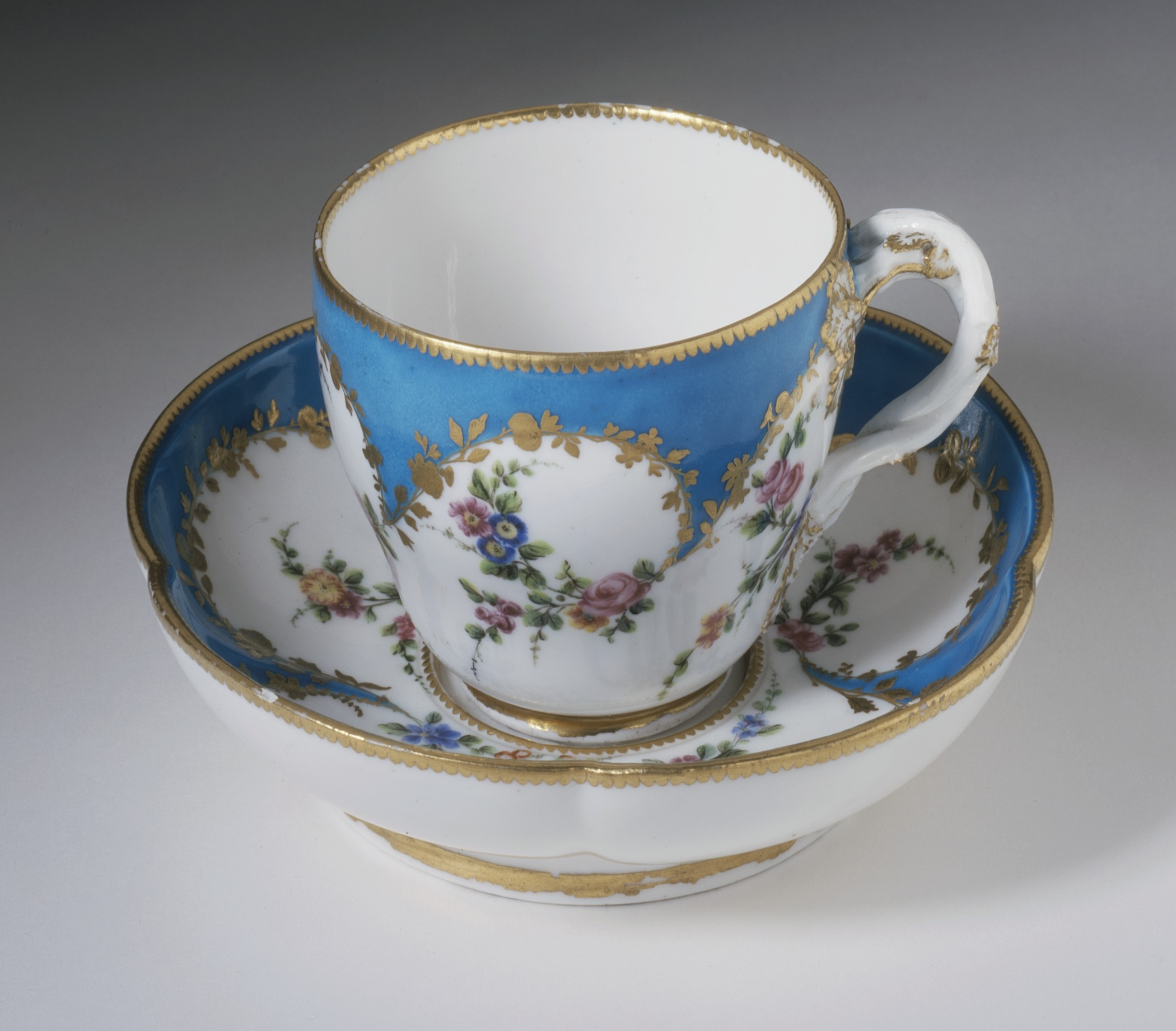
Чашка в стиле рококо с блюдцем, около 1753 года, мягкий фарфор с глазурью и эмалью, Музей искусств округа Лос-Анджелес
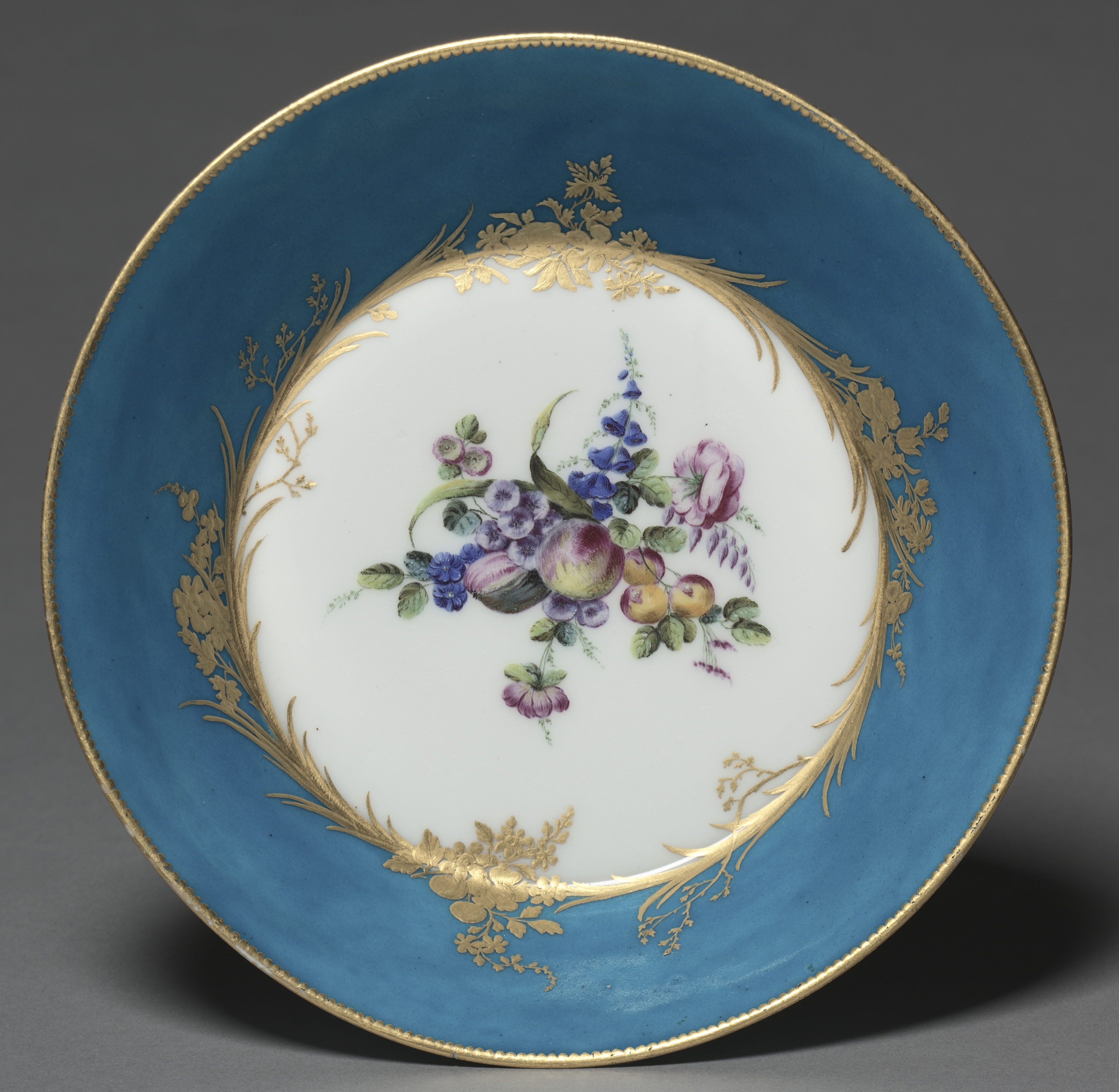
Блюдце, 1753 г., мягкий фарфор с эмалью и позолоченным декором, Художественный музей Кливленда (США)
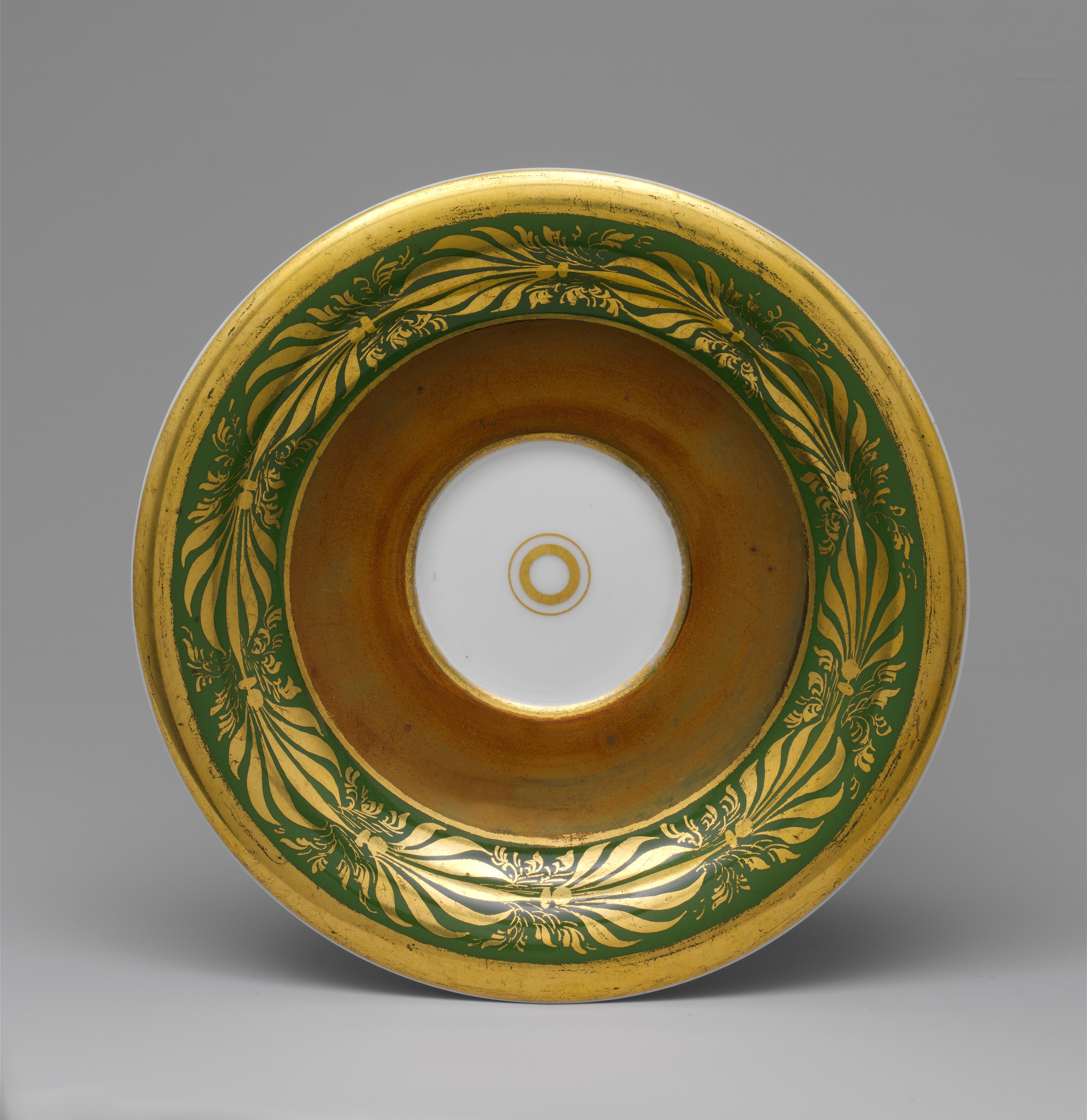
Немецкое блюдце, Кёнигсбергская фарфоровая мануфактура, около 1844-1847 гг., фарфор, диаметр: 14.6 см, Метрополитен-музей (Нью-Йорк)
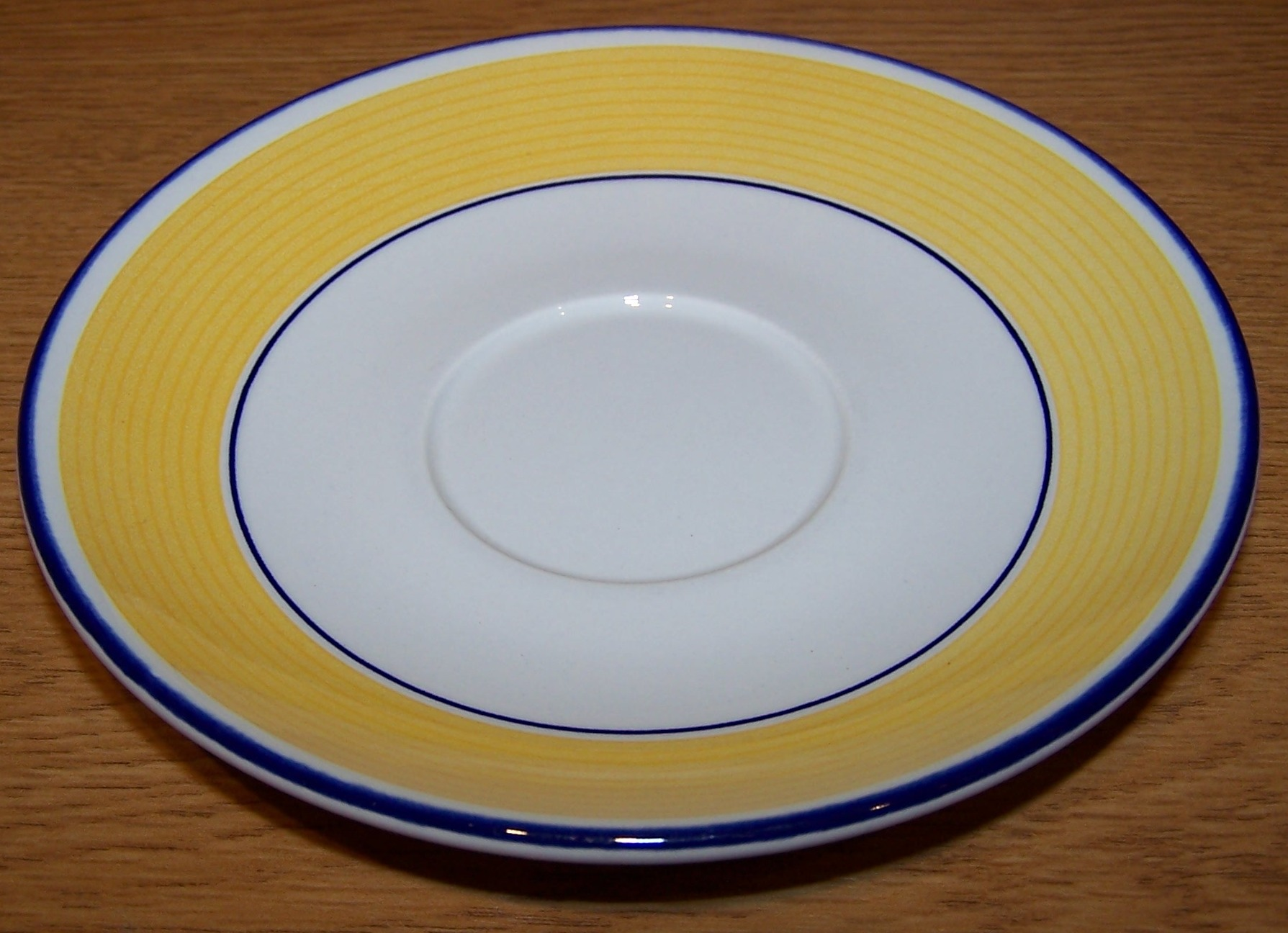
Универмаг-посуда
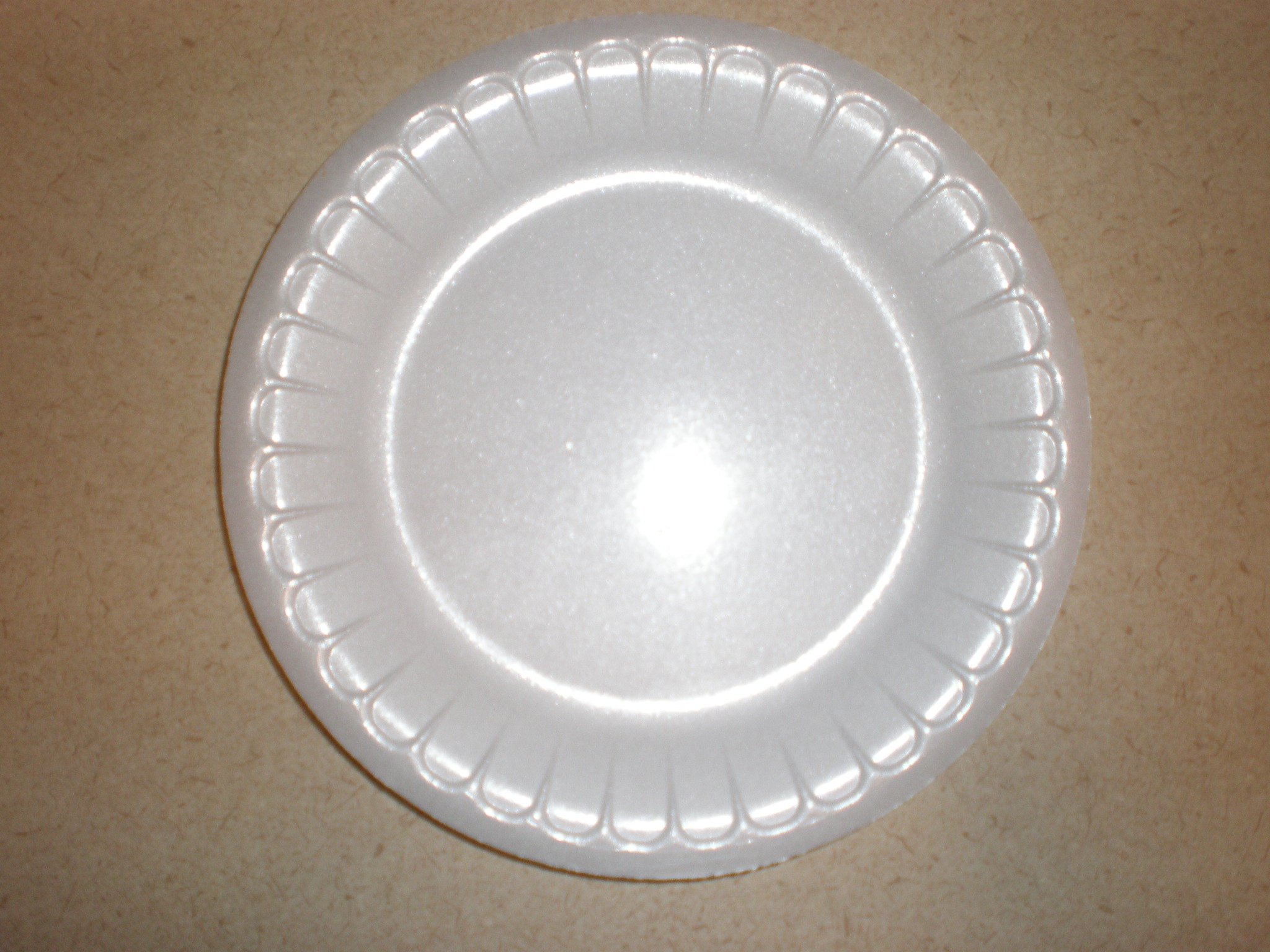
Блюдце из пенополистирола
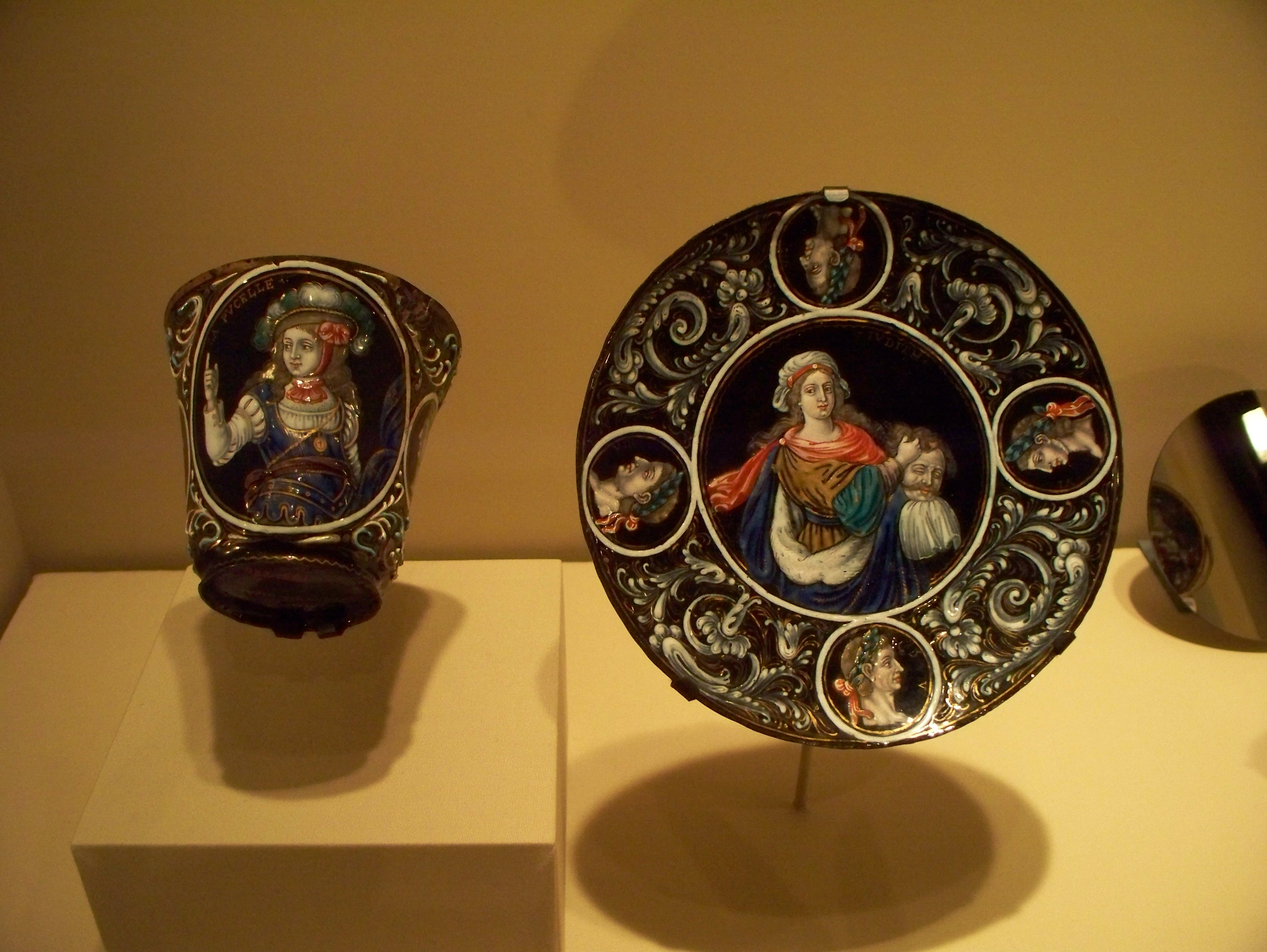
Антиквариат
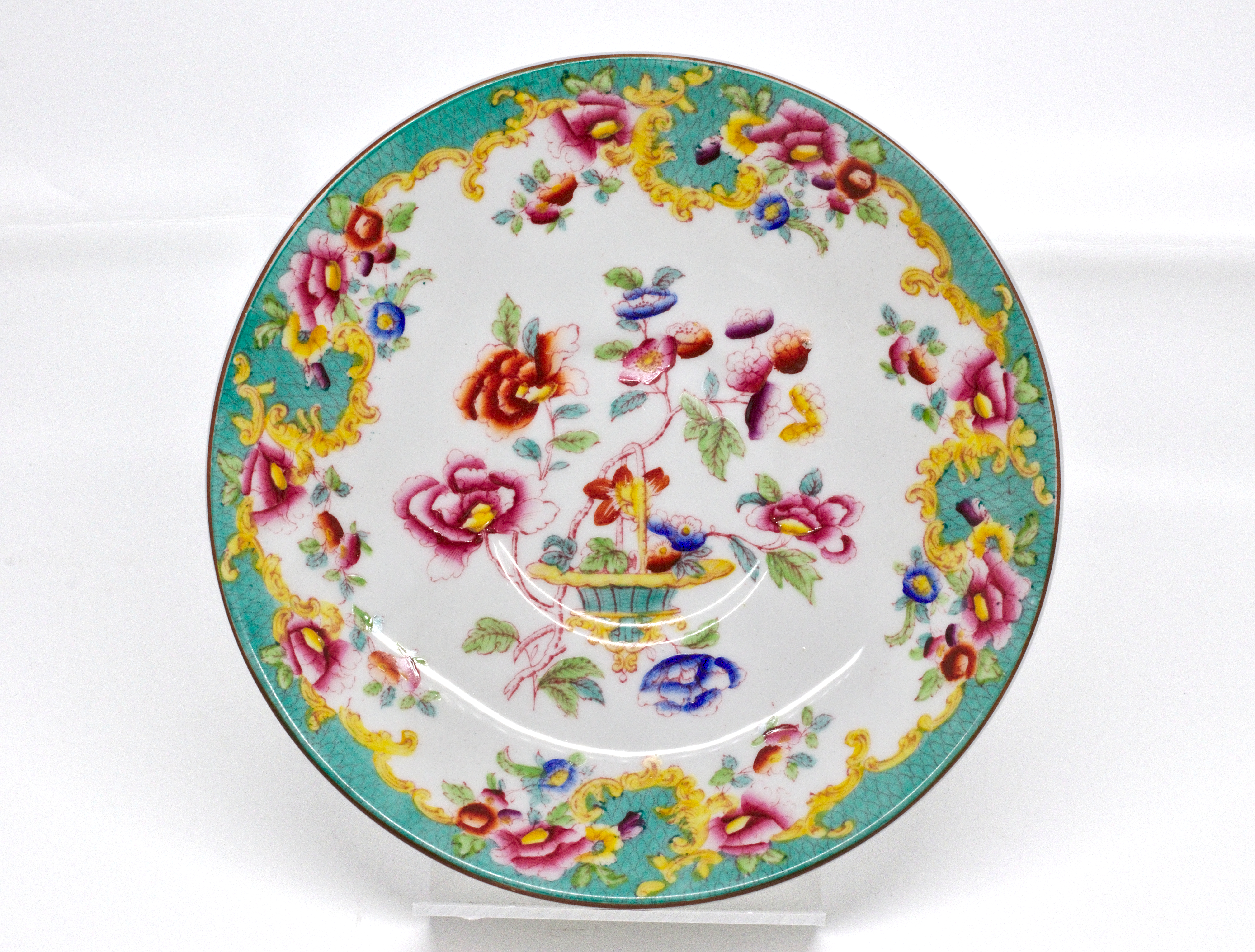
Фаянсовое блюдце из коллекции Мэйсон Лоссо (англ.)